# Furka-Oberalp

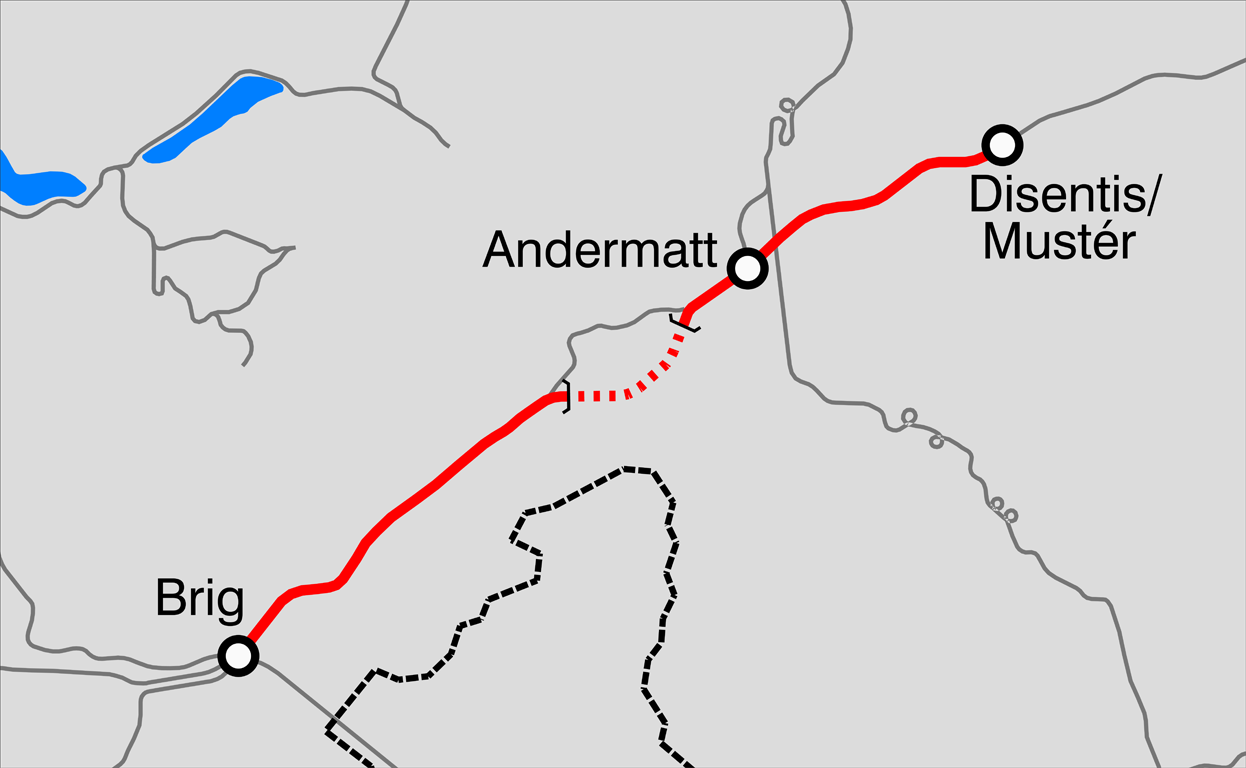
Oberalp-Bahn

A Furka-Oberalp (FO) foi uma companhia de caminho de ferro suíça que actualmente faz parte da Matterhorn-Gotthard e que explorava a linha que partia de Disentis, passava pelo Passo do Oberalp, pelo Túnel de base da Furka e terminava em Briga.